# شیرین و وحشی
شیرین و وحشی فیلم ایتالیایی به کارگردانی آنتونیو کلیماتی و ماریو مورا است.

## زندگی‌نامه
- Goodall, Mark. Sweet & Savage: The World Through the Shockumentary Film Lens. London: Headpress, 2006.
- Kerekes, David, and David Slater. Killing for Culture: An Illustrated History of Death Film from Mondo to Snuff. London: Creation Books, 1995.